# Các vị thần Ai Cập
Các vị thần Ai Cập là một bộ phim kỳ ảo của đạo diễn Alex Proyas, do Matt Sazama và Burk Sharpless viết kịch bản, với sự có mặt của các diễn viên Gerard Butler, Rufus Sewell, Nikolaj Coster-Waldau, Brenton Thwaites và Geoffrey Rush trong vai chính.
Phim kể về một tên trộm bình thường mang tên Bek gia nhập cùng các vị thần trong thần thoại Ai Cập để thực hiện một nhiệm vụ đầy ma thuật. Để thành công, anh cần phải có sự giúp đỡ của vị thần Horus quyền năng và chống lại liên minh của thần bóng tối Set, người đã chiếm đoạt ngôi vương và đẩy Ai Cập từ một quốc gia thanh bình và thịnh vượng trở nên hỗn loạn.
Phim được quay ở Úc theo studio Mỹ Summit Entertainment. Trong khi chi phí sản xuất của bộ phim là 140 triệu USD, công ty mẹ tiếp xúc với tài chính của Lionsgate là ít hơn 10 triệu USD do ưu đãi về thuế và tiền bán hàng. Chính phủ Úc cung cấp một khoản tín dụng thuế cho 46% ngân sách của bộ phim. Phim khởi chiếu tại Việt Nam ngày 26 tháng 12 năm 2016.